# Ласкавець високий
Ласкавець високий (Bupleurum exaltatum) — вид квіткових рослин родини окружкових (Apiaceae).

## Біоморфологічна характеристика
Це багаторічна рослина 40–90 см заввишки. Стрижневий корінь товстий, дерев'янистий, потовщений у кількагілковий каудекс. Стебла численні, зверху розгалужені. Прикореневі листки численні, сидячі, порівняно вузькі, від ланцетних та зворотноланцетних до лінійних, 8–12 × 0.2–0.4 см. Зонтики з 2–6 променями. Зонтички 5–10-квіткові. Пелюстки жовті. Плоди довгасті, 3–5 × 1.5–2 мм.

## Поширення
Південь Європи, західна й центральна Азія.
В Україні вид зростає на сухих схилах, часто кам'янистих, на яйлі, степах — у Криму, часто.